# Centro Cultural Abrigo dos Bondes
Centro Cultural Abrigo dos Bondes - Espaço Antônio Callado é um centro cultural no número 100 da Rua Marquês de Paraná (esquina com a Rua Marechal Deodoro), no Centro, em Niterói, no Rio de Janeiro, no Brasil. O nome duplo faz referência à história do imóvel (que foi um abrigo de bondes) e homenageia o escritor niteroiense Antônio Calado. 

## Histórico
O edifício foi construído em 1906 para abrigar a usina e as oficinas de reparos dos bondes da cidade de Niterói, que, no ano anterior, tiveram seu sistema de tração animal convertido em elétrico.
Na década de 1960, a introdução dos trólebus nas ruas da cidade e a criação da Serve (Serviço de Transporte Coletivo do Estado do Rio de Janeiro), mais tarde transformada em CTC-RJ (Companhia de Transportes Coletivos do Rio de Janeiro), marcou o fim dos bondes. Com isso, teve início a decadência do prédio, que passou a funcionar como garagem de trólebus e depois de ônibus.
No início da década de 1970, o prédio foi reformado, tendo uma parte demolida para permitir o alargamento da rua Marques do Paraná, necessário para construção dos acessos para a Ponte Rio-Niterói. Pode-se observar que, com isso, o prédio ficou assimétrico. Nesta mesma obra de alargamento, o último prédio do lado ímpar da avenida Amaral Peixoto também teve uma parte demolida.
Na década de 1990, a CTC-RJ havia sido extinta e o antigo abrigo dos bondes estava abandonado. Em 1992, a Prefeitura de Niterói e a Secretaria Extraordinária para o Programa Especial de Educação do Rio de Janeiro, comandada por Darcy Ribeiro, elaboraram um projeto para instalar, no local, um Centro de Educação Ecológica. No entanto, a ideia não saiu do papel.
Mesmo assim, devido ao seu valor histórico e arquitetônico para a cidade, a Prefeitura de Niterói tombou provisoriamente o imóvel em 7 de abril de 1993. Mais tarde, um acordo entre a Prefeitura e uma rede de supermercados permitiu a criação do Centro Cultural Abrigo dos Bondes, inaugurado em 10 de junho de 2009. A empresa revitalizou o prédio e foi autorizada a instalar, nele, uma de suas lojas.

## Estrutura
O Centro Cultural Abrigo de Bondes fica na Rua Marquês do Paraná, entre a Rua São João e a Rua Marechal Deodoro, no Centro da cidade. Conta com sala multiuso com capacidade para 400 pessoas, para apresentações de teatro, shows, palestras, workshops e exposições. A área construída é de 3 500 metros quadrados. Além do supermercado, abriga 17 lojas. Também apresenta uma exposição permanente sobre a história do sistema de bondes da cidade.

## Críticas
Dois anos após a inauguração do centro cultural, as salas de cinema não tinham sido ainda instaladas. Além disso, produtores culturais niteroienses responsabilizam a falta de transparência e de informações sobre a administração pelo subaproveitamento do local.
Outra crítica é o fato de a população local não ter incorporado o Espaço Antonio Callado como centro de cultura. O local ainda é conhecido popularmente como "garagem da CTC" e é pouco frequentado, a não ser pelos clientes do supermercado, e chega a ser chamado de "centro cultural fantasma".